# Arremon
Arremon és un gènere d'ocells de la família dels passerèl·lids (Passerellidae) que habiten a la zona neotropical.
Amb l'excepció del toquí cellaverd (Arremon virenticeps) que és endèmic de Mèxic, totes les espècies es troben a Amèrica del Sud, amb unes poques que arriben a Amèrica Central.
Aquests pardals es troben als boscos i boscos de les terres baixes on normalment s'alimenten a terra. En general, tenen les parts superiors de color oliva o grises amb el cap negre. Molts tenen una línia blanca per sobre de l'ull i alguns tenen una banda negra al pit.

## Taxonomia
El gènere Arremon va ser erigit l'any 1816 per l'ornitòleg francès Louis Pierre Vieillot en la seva “Analyse d'une Nouvelle Ornithologie Élémentaire” per acollir el toquí pectoral (Arremon taciturnus). El nom prové del grec antic «arrhēmōn» que significa "silenci" o "sense parlar". El toquí pectoral havia rebut el nom francès "L'Oiseau Silencieux" pel polímata Georges-Louis Leclerc, comte de Buffon el 1779.
Segons la classificació del Congrés Ornitològic Internacional (versió 14.1, 2024) aquest gènere està format per 20 espècies:
- Arremon crassirostris - toquí de bigotis.
- Arremon castaneiceps - toquí de corona rogenca.
- Arremon brunneinucha - toquí de capell castany.
- Arremon virenticeps - toquí cellaverd.
- Arremon costaricensis - toquí de Costa Rica.
- Arremon assimilis - toquí becfí.
- Arremon basilicus - toquí de Bangs.
- Arremon perijanus - toquí de Perijá.
- Arremon torquatus - toquí cap-ratllat.
- Arremon atricapillus - toquí capnegre.
- Arremon phaeopleurus - toquí de Sclater.
- Arremon phygas - toquí de Berlepsch.
- Arremon flavirostris - toquí becgroc.
- Arremon dorbignii - toquí de coroneta ratllada.
- Arremon taciturnus - toquí pectoral.
- Arremon semitorquatus - toquí de mig collar.
- Arremon franciscanus - toquí del São Francisco.
- Arremon abeillei - toquí de corona negra.
- Arremon aurantiirostris - toquí de bec taronja.
- Arremon schlegeli - toquí aladaurat.